# Torneo WTA de Praga 2022
El Prague Open de 2022 fue un torneo profesional de tenis jugado en cancha dura. Fue la 13 edición del torneo que formó parte de los torneos WTA 250 del 2022. Se llevó a cabo en Praga (República Checa) entre el 25 y el 31 de julio de 2022.

## Distribución de puntos
| Modalidad           | Campeona | Finalista | Semifinales | Cuartos de final | 2ª ronda | 1ª ronda | Clasificadas | 3ª ronda de clasificación | 2ª ronda de clasificación | 1ª ronda de clasificación |
| Individual femenino | 280      | 180       | 110         | 60               | 30       | 1        | 18           | 14                        | 10                        | 1                         |
| Dobles femenino     | 280      | 180       | 110         | 60               | -        | 1        | -            | -                         | -                         | -                         |

## Cabezas de serie

### Individuales femenino
| Tenista             | Ranking | Preclasificada |
| Anett Kontaveit     | 2       | 1              |
| Barbora Krejčíková  | 19      | 2              |
| Elise Mertens       | 30      | 3              |
| Sorana Cîrstea      | 33      | 4              |
| Alizé Cornet        | 37      | 5              |
| Alison Van Uytvanck | 40      | 6              |
| Anastasia Potapova  | 63      | 7              |
| Marie Bouzková      | 64      | 8              |
| Greet Minnen        | 118     | 9              |

- Ranking del 18 de junio de 2022.

### Dobles femenino
| Tenista                              | Ranking | Preclasificada |
| Kirsten Flipkens Alison Van Uytvanck | 137     | 1              |
| Han Xinyun Alexandra Panova          | 141     | 2              |
| Miyu Kato Samantha Murray            | 150     | 3              |
| Anastasia Potapova Yana Sizikova     | 159     | 4              |

## Campeonas

### Individual femenino
Marie Bouzková venció a  Anastasia Potapova por 6-0, 6-3

### Dobles femenino
Anastasia Potapova  /  Yana Sizikova vencieron a  Angelina Gabueva  /  Anastasia Zakharova por 6-3, 6-4